# Jason & the Scorchers
I Jason & the Scorchers sono un gruppo musicale statunitense.  Oltre a essere considerati tra i maggiori gruppi cowpunk, a loro viene attribuito il merito di aver contribuito al successo dell'alternative country.

## Storia del gruppo
Jason & the Scorchers vennero fondati nel 1981 a Nashville e pubblicarono l'apprezzato debutto Lost And Found quattro anni dopo; seguì, nel 1986, l'album Still Standing. Inizialmente il gruppo fece fatica a guadagnare attenzione mediatica: oltre ad essere emersi poco prima dell'esplosione delle emittenti radiofoniche country tra la fine degli anni ottanta e i primi anni novanta, venivano giudicati troppo rock dalle radio country e troppo country dalle radio rock. Nel 1989 pubblicarono un terzo album, Thunder and Fire, che non trovò consensi positivi. Si sciolsero subito dopo la pubblicazione del disco per riformarsi nel 1994. Pubblicarono in seguito A Blazing Grace del 1995, Clear Impetuous Morning del 1996 e Midnight Roads & Stages Seen.

## Formazione

### Membri attuali
- Jason Ringenberg – voce, chitarra
- Warner E. Hodges – chitarra
- Al Collins – basso
- Pontus Snibb – batteria

### Ex membri
- Jeff Johnson – basso
- Andy York – chitarra
- Ken Fox – basso
- Kenny Ames – basso
- Perry Baggs – batteria
- Jon Brant – basso

## Discografia parziale

### Album in studio
- 1985 – Lost and Found
- 1986 – Still Standing
- 1989 – Thunder and Fire
- 1995 – A Blazing Grace
- 1996 – Clear Impetuous Morning
- 1998 – A Pocketful of Soul
- 2002 – Wildfires + Misfires